# Augustyn Żdżarski
Augustyn Zdżarski, inne formy nazwiska: Zdziarski, Żdziarski, krypt.: A... Z...; A∴ Z∴; A. Ż, (ur. 6 września 1794 w Strzałkowie, zm. 17 września 1845 w Suwałkach) – poeta, dramatopisarz, powieściopisarz, tłumacz, historyk literatury i pedagog.

## Życiorys
Urodził się w rodzinie ubogiego szlachcica Józefa Żdżarskiego. Pierwsze nauki i studia odbył w Krakowie (w roku akademickim 1814/1815, jako student Oddziału Literatury Wydziału Filozoficznego słuchał wykładów P. Czaykowskiego), a następnie w Warszawie, gdzie 18 sierpnia 1821 uzyskał stopień magistra sztuk pięknych (jego rozprawa magisterska poświęcona była Iliadzie Homera)
Od roku 1818 był, mianowanym przez Komisję Oświecenia, nauczycielem języka i literatury polskiej, łacińskiej i greckiej, w Szkole Wojewódzkiej w Płocku („Małachowiance”). Należał do najbardziej aktywnych członków Towarzystwa Nauk założonego w roku 1820 przy Szkole. Od II półrocza 1824 redagował płocki miesięcznik literacki „Dziedzilia czyli Pamiętnik Płocki Pięknej Literaturze Poświęcony”, w którym zamieścił m.in. rozprawki historyczno-literackie o Janie Kochanowskim i Mikołaju Sępie Szarzyńskim. Szczególnie aktywny stał się w czasie powstania listopadowego, przyjmując postawę zdecydowanie niepodległościową. Między innymi napisał i wydrukował gorącą i patriotyczną odezwę do młodzieży szkolnej. W roku 1831 przeniesiono go do Sejn na stanowisko profesora (starszego nauczyciela) języka greckiego i łacińskiego, w rok później (1832) – wraz z gimnazjum - przeniósł się do Suwałk. W roku 1841 powrócił do Płocka.
Poślubił p. Jabłońską (prawdopodobnie była to siostra poety Hiacynta Jabłońskiego). Był ojcem trójki dzieci: Stanisława, dwukrotnego zesłańca sybirskiego i dwóch córek: Anny i Józefy, suwalskich nauczycielek i poetek.

## Twórczość literacka
Napisał m.in. tragedię Stefan Batory, czyli spisek Zborowskich (wystawioną w Krakowie w czerwcu 1818), komedie: Bal maskowy (1819), Szkoła mężów... (1822), Golec dwumilionowy (1825) oraz komediooperę Akademik krakowski, czyli ofiara dla ojczyzny (wystawioną w Płocku w 1831). Pod wpływem hymnu Słowackiego Bogurodzica napisał w roku 1830 Śpiew patriotyczny. Dorobił też 3 piosenki okolicznościowe do komedioopery Krakowiacy i Górale. Autor Pism rozmaitych (t. 1-2, 1823-1825) oraz Nowego zbioru poezji z dodatkiem rozprawy o poezji niemieckiej (t. I-II, Płock 1938) zawierającego m.in. ballady, sielanki, komedie oraz przekłady z autorów starożytnych, niemieckich i innych. Napisał kilka ballad, m.in. Męstwo Chrzanowskiej w obronie Trembowli, poemat Walgierz Wdały..., panegiryczne wiersze ku czci cesarza – króla Aleksandra i namiestnika Zajączka. Był też autorem przekładu Iliady Homera (około roku 1840) i szeregu dzieł autorów niemieckich.

### Ważniejsze dzieła i utwory
1. Wanda. Scena liryczna, powst. 1817, wyd. zobacz poz. 11 (t. 1)
2. Stefan Batory, czyli spisek Zborowskich. Tragedia (inny tytuł: Samuel Zborowski), wyst. Kraków 20 czerwca 1818, rękopis: Biblioteka Narodowa (BOZ sygn. 860)
3. Bal maskowy. Komedioopera w 1 akcie napisana w r. 1819, wyd. zobacz poz. 11 (t. 2)
4. Novo Elisio in versibus Latinis proposita ab..., "Sprawa przed publicznością na popisie rocznym Szkoły Wojewódzkiej Płockiej przez zgromadzenie nauczycielskie w końcu szkolnego r. 1820 na 1821 złożona", Płock 1821
5. Szkoła mężów. Komedia we 3 aktach. Z Moliera przetłumaczona i do polskich rzeczy zastosowana. 1822, fragm. "Dziedzilija, czyli Pamiętnik Płocki" 1824 t. 2, s. 172-194; całość zobacz poz. 11 (t. 1); według Molière: L'École de maris
6. Trzej bracia rywale, czyli kłótnia o zięcia. Komedia w 1 akcie naśladowana z francuskiego..., wyd. zobacz poz. 11 (t. 2); według J. de Lafont: Les Trois frères rivaux
7. Golec dwumilionowy. Komedia wierszem we 3 aktach, wyd. zobacz poz. 11 (t. 2)
8. Oryginały. Komedia oryginalna, fragm. "Dziedzilija, czyli Pamiętnik Płocki" 1824 t. 1, s. 23-27; przedr. zobacz poz. 11 (t. 1)
9. Małgorzata Zembocka. Powieść osnowy historycznej, "Dziedzilija, czyli Pamiętnik Płocki" 1824 t. 1, s. 70-82
10. Walgierz Wdały, hrabia tyniecki. Powieść historyczna (wierszem), wyd. zobacz poz. 11 (t. 1)
11. Pisma rozmaite, t. 1 Płock 1825, t. 2 Warszawa 1823; zawartość t. 1: dedykacja do S. Zamoyskiego; Ważniejsze dzieła i utwory poz. 1, 5, 8, 10; Jan Kochanowski w Czarnolesie; Przekłady poz. 5-10 – t. 2: dedykacja do Floriana Kobylińskiego; Ważniejsze dzieła i utwory poz. 3, 6-7; Przekłady poz. 2; Uwagi nad rymami rzymskimi
12. Wiersz z okoliczności wynalezienia zwłok Władysława Hermana i Bolesława Krzywoustego... 12 września 1825 czytany (Płock 1825)
13. Akademik Krakowiak, czyli ofiara dla ojczyzny. Komedioopera w 1 części, wyst. i wydana Płock 1831; wyd. następne pt. Akademik, czyli ofiara za ojczyznę, Poznań 1897 "Naród sobie"; Poznań 1920 "Naród sobie"; rękopis: Ossolineum sygn. 10742/I (odpis z roku 1896) – Książeczka dla moich dzieci... czyli zbiór powieści, anegdot prawdziwych, rozmów, bajeczek i różnych wierszyków, z przydatkiem jednej komedyjki dla dzieci, Płock 1829
14. Stróż nocny (inny tytuł: Kukułka, stróż nocny). Krotofila w 1 akcie, przerobiona z niemieckiego, wyd. zobacz poz. 16 (t. 1)
15. Wnuczka, czyli pojednanie z rodziną. Komedia w 4 częściach oryginalnie napisana, wyd. zobacz poz. 16 (t. 2)
16. Nowy zbiór poezji z dodatkiem rozprawy o poezji niemieckiej tom 1, tom 2, Płock 1838; zawartość t. 1: Ważniejsze dzieła i utwory poz. 14; Rozprawa o poezji niemieckiej (według T. Heinsiusa); Przekłady poz. 11-12 – t. 2: Ważniejsze dzieła i utwory poz. 15; Przekłady poz. 13; drobne wiersze, ballady, sielanki, drobne przekł. z S. Gessnera, L.T. Kosegartena, Ch.A. Tiedgego, G.K. Pfeffla.

Kilka wierszy przedrukował P. Hertz jak wyżej poz. 11.
Ponadto rozprawy, wiersze i powieści Żdżarskiego zamieszczano w czasopismach: "Astrea" (1822; tu m.in.: O języku polskim i jego losie w różnych epokach), "Dziedzilija" (1824; tu m.in.: O Mikołaju Sępie Sarzyńskim, t. 2, s. 77-189), "Gazeta Polska" (1831), "Pszczółka Krakowska" (tu wiersz: Olbrom i Nida, 1820 t. 4, s. 161), "Snopek Nadwiślański" (1844).

### Przekłady
1. Voltaire: Brutus. Tragedia w 5 aktach, fragm. "Pamiętnik Warszawski" t. 2 (1818), s. 499-508
2. T. Koerner: Niewinna pomyłka, czyli syn i ojciec, oba lepsi. Komedia w 1 akcie, wierszem przełożona z niemieckiej..., wyd. zobacz Ważniejsze dzieła i utwory poz. 11 (t. 2)
3. J.N. Bouilly: Młode mężatki. Powieść, fragm.: Ważność obierania przyjaźni, "Dziedzilija, czyli Pamiętnik Płocki" 1824 t. 1, s. 1-2
4. Ch.M. Wieland: Mowa Hipokratesa do senatu miasta Abdery, wyjęta z dzieła... Abderyci, "Dziedzilija, czyli Pamiętnik Płocki" 1824 t. 1, s. 55-59
5. A. Blumauer: Nicowana Eneida (Początek), "Dziedzilija, czyli Pamiętnik Płocki" 1824 t. 1, s. 171-175, przedr. zobacz Ważniejsze dzieła i utwory poz. 11 (t. 1)
6. Sophokles: Filoktetes. Tragedia, fragm. "Dziedzilija, czyli Pamiętnik Płocki" 1824 t. 2, s. 184-188, przedr. zobacz Ważniejsze dzieła i utwory poz. 11 (t. 1)
7. P. Vergilius Maro: Ziemiaństwo. Poemat, fragm. "Dziedzilija, czyli Pamiętnik Płocki" 1824 t. 2, s. 154-157, przedr. zobacz Ważniejsze dzieła i utwory poz. 11 (t. 1)
8. J.P.C. Florian: Ero i Leander. Scena liryczna, wyd. zobacz Ważniejsze dzieła i utwory poz. 11 (t. 1)
9. Q. Horatius Flaccus: Niektóre ody (z księgi I: 4, 7, 10, 14, 23; z księgi II: 3; z księgi IV: 7), wyd. zobacz Ważniejsze dzieła i utwory poz. 11 (t. 1)
10. P. Corneille: Cyd. Tragedia w 5 aktach, fragm. zobacz Ważniejsze dzieła i utwory poz. 11 (t. 1)
11. J.B. Racine: Fedra. Tragedia w 5 aktach, fragm. zobacz Ważniejsze dzieła i utwory poz. 16 (t. 1)
12. J.W. Goethe: Giec z Berlichingien z żelazną ręką. Dramat w 5 aktach, fragm. zobacz Ważniejsze dzieła i utwory poz. 16 (t. 1); tytuł oryginału: Götz von Berlichingen
13. A.G. Müllner: Męczarnie sumienia (Die Schuld). Dramat w 4 częściach z niemieckiego na język polski w całości przełożony cz. 1-3 wyd. zobacz Ważniejsze dzieła i utwory poz. 16 (t. 2), cz. 4 podana w streszczeniu, (według notki tłumacza cz. 4 nie mogła się ukazać z powodu cenzury)
14. Homer: Iliada, przekład powst. około roku 1840, (inform. "Orędownik Naukowy" 1840 nr 7)
15. T. Livius: Historia rzymska, przekład powst. około roku 1840, (inform. "Orędownik Naukowy" 1840 nr 7).

### Prace edytorskie
1. Wypisy polskie, czyli książka do czytania dla dzieci ułożona z wyimków różnych autorów polskich tak prozą, jak i wierszem, na klasę 1, Płock 1829; wyd. następne Płock 1830.

## Opracowania nt. Żdżarskiego
1. Wiadomości literackie: "Orędownik Naukowy" 1840 nr 7
2. "Encyklopedia powszechna" Orgelbranda: t. 28 (1868)
3. K. Estreicher: Teatra w Polsce t. 1-3, Kraków 1873-1879; wyd. następne fotoof. Warszawa 1953
4. J. Bieliński: Królewski Uniwersytet Warszawski (1816-1831) t. 3, Warszawa 1912
5. W. Ogrodziński: Polskie przekłady Horacego, "Commentationes Horatianae" t. 2, Kraków 1935 i odb. (Kraków 1935)
6. P. Hertz: A. Żdżarski w: Zbiór poetów polskich XIX w. księga 1, Warszawa 1959
7. K. Lewicki: Katedra literatury polskiej w Uniwersytecie Jagiellońskim, "Dzieje Katedry Literatury Polskiej w Uniwersytecie Jagiellońskim" (Kraków) 1966.